# 호리고메 모토아키
호리고메 모토아키(일본어: 堀込 基明, 1939년 10월 31일 ~ 1997년 2월 16일)는 일본의 전 프로 야구 선수이자 야구 지도자이다. 나가노현 고모로시 출신이며 현역 시절 포지션은 외야수였다.

## 인물
나가노현 고모로 상업고등학교를 졸업한 뒤 센슈 대학에 진학, 도토 대학 리그에서는 1959년 춘계 리그에서 팀의 우승을 이끌었다. 이후 전일본 대학 야구 선수권 대회에서는 에이스 사카이 가쓰지를 거느리고 준결승에 진출했지만 기쓰기 후미오, 곤도 아키히토 등이 소속된 와세다 대학한테 졌다. 1960년에 도토 대학 리그 추계 리그에서도 야마모토 효고의 호투도 있어서 재학 중 팀의 두 번째 우승을 차지했고 이듬해 1961년 춘계 리그에서는 수위 타자를 차지했다. 대학교 1년 선배로는 사카이(3학년에서 중퇴), 야마모토 외에도 훗날 프로에서 팀 동료가 된 고이케 겐지가 있다. 리그 통산 89경기에 출전하여 288타수 95안타, 타율 0.330, 4홈런, 35타점 등을 남겼고 베스트 나인 4회(1루수 부문 2회, 외야수 부문 2회) 수상했다.
1962년 난카이 호크스에 입단하여 프로 1년째부터 1군에서 기용돼 1964년부터 주전 좌익수, 중견수로서 활약했다. 그 해 한신 타이거스와 맞붙은 일본 시리즈에서는 6차전, 7차전에서 각각 2개의 안타를 때려내는 등 한신을 누르고 팀으로서는 5년 만의 일본 시리즈 정상에 올랐다. 그 후 두 차례의 리그 우승에도 기여했으며 1965년에는 처음으로 규정 타석(9위, 타율 0.277)을 채우면서 베스트 나인(외야수 부문)을 수상했다. 이듬해 1966년 요미우리 자이언츠와 맞붙은 일본 시리즈 1차전에서는 조노우치 구니오부터 홈런을 날렸다.
1968년 시즌 도중에 사토 기미히로, 시마노 이쿠오와의 맞트레이드로 주니치 드래건스로 이적했다. 나카 도시오의 장기간 부상 공백으로 인한 보강 차원에서 1번 타자 겸 중견수로서 대역을 자주 맡았다. 하지만 그 이후에는 별다른 활약을 보여주지 못했고 1970년에는 프로 데뷔 이후 처음으로 1군에서의 단 한 번도 출전 기회를 얻지 못하고 그 해를 마지막으로 현역에서 은퇴했다.
은퇴 후 1978년부터 1980년까지 주니치에서 코치를 맡았고 1997년 2월 16일에 향년 57세의 나이로 사망했다.

## 그 외
- 현역 시절 별명은 ‘모-양’(モーやん)이었다.[1]

## 상세 정보

### 출신 학교
- 나가노현 고모로 상업고등학교
- 센슈 대학

### 선수 경력
- 난카이 호크스(1962년 ~ 1968년)
- 주니치 드래건스(1968년 ~ 1970년)

### 수상·타이틀 경력
- 베스트 나인 : 1회(1965년)

### 개인 기록
- 올스타전 출장 : 2회(1964년, 1965년)

### 등번호
- 8(1962년 ~ 1968년 시즌 도중)
- 17(1968년 시즌 도중 ~ 1970년)
- 62(1978년 ~ 1980년)

### 연도별 타격 성적
| 연 도      | 소 속      | 경 기 | 타 석 | 타 수 | 득 점 | 안 타 | 2 루 타 | 3 루 타 | 홈 런 | 루 타 | 타 점 | 도 루 | 도 루 자 | 희 생 번 | 희 생 플 | 볼 넷 | 고 4 | 사 구 | 삼 진 | 병 살 타 | 타 율 | 출 루 율 | 장 타 율 | O P S |
| ---------- | ---------- | ----- | ----- | ----- | ----- | ----- | ------- | ------- | ----- | ----- | ----- | ----- | -------- | -------- | -------- | ----- | ---- | ----- | ----- | -------- | ----- | -------- | -------- | ----- |
| 1962년     | 난카이     | 81    | 183   | 165   | 16    | 29    | 5       | 1       | 2     | 42    | 13    | 8     | 3        | 0        | 1        | 13    | 0    | 3     | 27    | 1        | .176  | .247     | .255     | .502  |
| 1963년     | 난카이     | 122   | 321   | 292   | 27    | 75    | 12      | 4       | 6     | 113   | 24    | 5     | 7        | 3        | 4        | 16    | 0    | 6     | 28    | 1        | .257  | .305     | .387     | .696  |
| 1964년     | 난카이     | 139   | 441   | 407   | 48    | 112   | 16      | 1       | 11    | 163   | 57    | 14    | 3        | 0        | 8        | 24    | 0    | 2     | 52    | 1        | .275  | .313     | .400     | .713  |
| 1965년     | 난카이     | 130   | 489   | 452   | 65    | 125   | 19      | 6       | 8     | 180   | 40    | 14    | 4        | 6        | 2        | 23    | 1    | 6     | 63    | 2        | .277  | .319     | .398     | .717  |
| 1966년     | 난카이     | 128   | 438   | 414   | 38    | 94    | 15      | 3       | 9     | 142   | 40    | 9     | 9        | 3        | 2        | 17    | 1    | 2     | 58    | 3        | .227  | .260     | .343     | .603  |
| 1967년     | 난카이     | 110   | 325   | 305   | 27    | 71    | 10      | 4       | 4     | 101   | 25    | 7     | 4        | 2        | 1        | 13    | 1    | 4     | 49    | 0        | .233  | .272     | .331     | .604  |
| 1968년     | 난카이     | 19    | 35    | 31    | 2     | 5     | 0       | 0       | 0     | 5     | 0     | 0     | 1        | 0        | 0        | 3     | 0    | 1     | 3     | 0        | .161  | .257     | .161     | .418  |
| 1968년     | 주니치     | 75    | 145   | 129   | 18    | 32    | 3       | 2       | 0     | 39    | 7     | 3     | 0        | 3        | 0        | 9     | 0    | 4     | 21    | 1        | .248  | .317     | .302     | .619  |
| '68 소계   | 주니치     | 94    | 180   | 160   | 20    | 37    | 3       | 2       | 0     | 44    | 7     | 3     | 1        | 3        | 0        | 12    | 0    | 5     | 24    | 1        | .231  | .305     | .275     | .580  |
| 1969년     | 주니치     | 10    | 11    | 10    | 0     | 0     | 0       | 0       | 0     | 0     | 1     | 0     | 0        | 0        | 0        | 1     | 0    | 0     | 4     | 0        | .000  | .091     | .000     | .091  |
| 통산 : 8년 | 통산 : 8년 | 814   | 2388  | 2205  | 241   | 543   | 80      | 21      | 40    | 785   | 207   | 60    | 31       | 17       | 18       | 119   | 3    | 28    | 305   | 9        | .246  | .291     | .356     | .647  |

- 굵은 글씨는 시즌 최고 성적.